# 정아인
정아인(2012년 12월 20일 ~ )은 대한민국의 뮤지컬 배우다. 2021년 뮤지컬 '빌리 엘리어트'로 데뷔했다.

## 방송
- 2021 DIMF 뮤지컬 스타 (2021) - Top24
- 다 어린이 (2022)
- 요리조리 맛있는 수업 (2023) - 진행
- 심야괴담회 시즌4 (2024)

## 공연
- 빌리 엘리어트 (2021) - 발레걸즈 역
- 제42회 서울무용제 '4마리백조 페스티벌' (2021)
- 제4회 서울 탭댄스 페스티벌 (2022)
- 마틸다 (2022) - 라벤더 역
- 할란카운티 (2023) - 엠버 역
- 산타와 빈양말 (2023)-찰리역

## 수상
- 세계 문화 예술협회 한국무용 군무 최우수상 (2021)
- 국민무용진행협회 한국무용 군무 금상 (2021)
- 한양대학교 전국초중고무용경연대회 특상 (2021)
- 경기도 청소년예술제 춤담 무용단 우수상 (2021)